# Мидзумаки
Мидзумаки (яп. 水巻町 Мидзумаки-мати) — посёлок в Японии, находящийся в уезде Онга префектуры Фукуока. Площадь посёлка составляет 11,03 км², население — 28 973 человека (1 августа 2014), плотность населения — 2626,75 чел./км².

## Географическое положение
Посёлок расположен на острове Кюсю в префектуре Фукуока региона Кюсю. С ним граничат города Китакюсю, Накама и посёлки Асия, Онга.

## Население
Население посёлка составляет 28 973 человека (1 августа 2014), а плотность — 2626,75 чел./км². Изменение численности населения с 1980 по 2005 годы:
| 1980 | 27 196 чел. |  |
| 1985 | 30 062 чел. |  |
| 1990 | 29 756 чел. |  |
| 1995 | 31 289 чел. |  |
| 2000 | 31 623 чел. |  |
| 2005 | 30 679 чел. |  |

## Символика
Деревом посёлка считается гинкго, цветком — космея.